# Montils
Montils est une commune du sud-ouest de la France située dans le département de la Charente-Maritime (région Nouvelle-Aquitaine). Ses habitants sont appelés les Montiliens et les Montiliennes.

## Géographie

### Localisation et accès
La commune de Montils se situe dans le centre du département de la Charente-Maritime, en région Nouvelle-Aquitaine, dans l'ancienne province de Saintonge. Appartenant au midi de la France — on parle plus précisément de « midi atlantique », au cœur de l'arc atlantique, elle peut être rattachée à deux grands ensembles géographiques, le Grand Ouest français et le Grand Sud-Ouest français.
Montils est situé au centre du triangle formé par ces plus grandes villes aux alentours :
Saintes (à 20 km par la D 136), Pons (à 11 km par la D 135) et Cognac (à 19 km par la D 732).

### Communes limitrophes
| Saint-Sever-de-Saintonge, Courcoury | Rouffiac                | Chérac              |
| La Jard, Berneuil, Colombiers       | Montils                 | Brives-sur-Charente |
| Saint-Léger                         | Saint-Seurin-de-Palenne | Pérignac            |

### Hydrographie
Montils est limité par le ruissellement des cours d’eau du fleuve La Charente et de la rivière de la Seugne.

## Urbanisme

### Typologie
Au 1er janvier 2024, Montils est catégorisée commune rurale à habitat dispersé, selon la nouvelle grille communale de densité à 7 niveaux définie par l'Insee en 2022.
Elle est située hors unité urbaine. Par ailleurs la commune fait partie de l'aire d'attraction de Saintes, dont elle est une commune de la couronne,. Cette aire, qui regroupe 62 communes, est catégorisée dans les aires de 50 000 à moins de 200 000 habitants,.

### Occupation des sols
L'occupation des sols de la commune, telle qu'elle ressort de la base de données européenne d’occupation biophysique des sols Corine Land Cover (CLC), est marquée par l'importance des territoires agricoles (94,6 % en 2018), une proportion sensiblement équivalente à celle de 1990 (95,1 %). La répartition détaillée en 2018 est la suivante : 
terres arables (64 %), cultures permanentes (12 %), prairies (10,1 %), zones agricoles hétérogènes (8,5 %), zones urbanisées (2,8 %), forêts (2,6 %). L'évolution de l’occupation des sols de la commune et de ses infrastructures peut être observée sur les différentes représentations cartographiques du territoire : la carte de Cassini (XVIIIe siècle), la carte d'état-major (1820-1866) et les cartes ou photos aériennes de l'IGN pour la période actuelle (1950 à aujourd'hui).

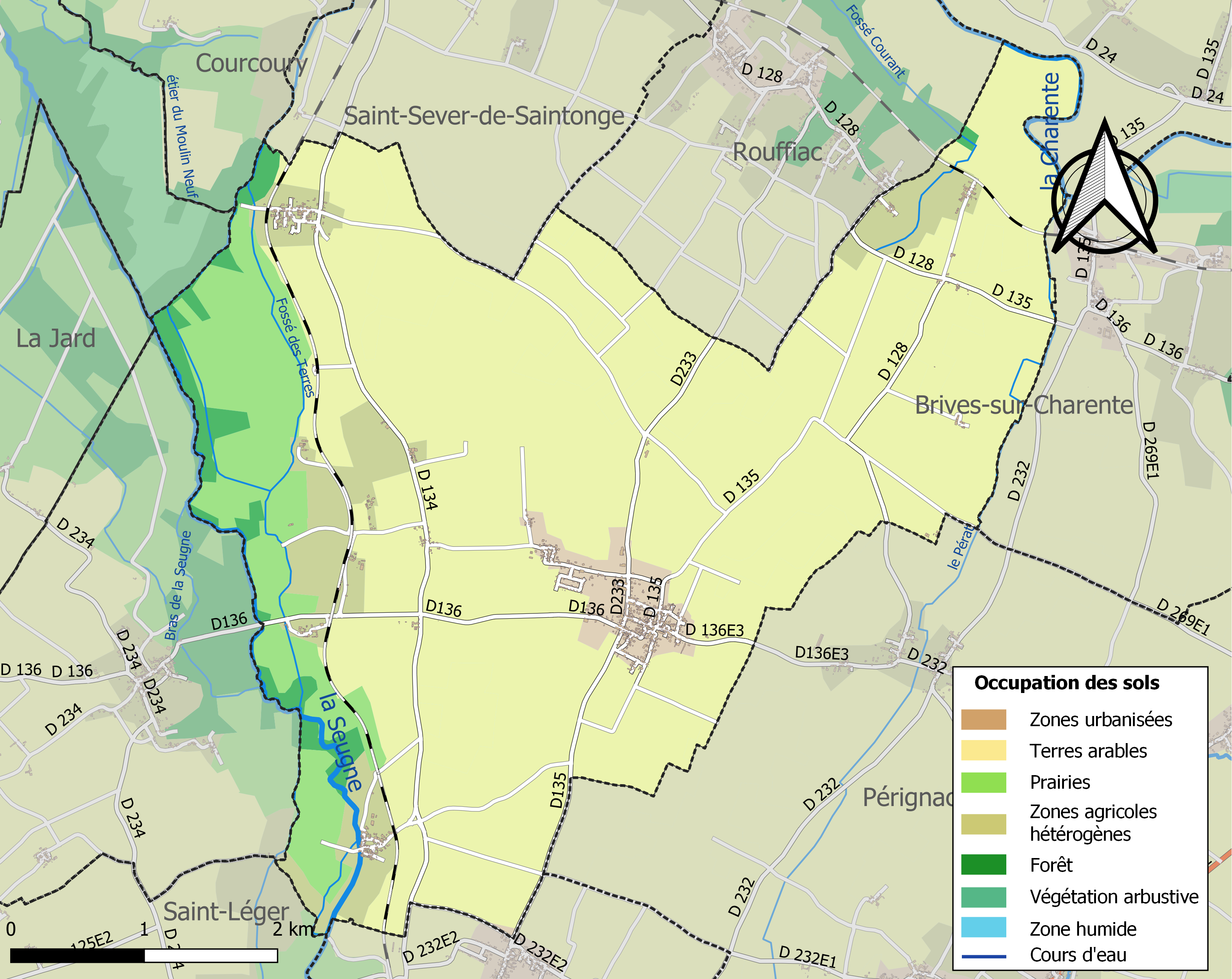
Carte des infrastructures et de l'occupation des sols de la commune en 2018 (CLC).

### Risques majeurs
Le territoire de la commune de Montils est vulnérable à différents aléas naturels : météorologiques (tempête, orage, neige, grand froid, canicule ou sécheresse), inondations, mouvements de terrains et séisme (sismicité faible). Il est également exposé à un risque technologique,  le transport de matières dangereuses. Un site publié par le BRGM permet d'évaluer simplement et rapidement les risques d'un bien localisé soit par son adresse soit par le numéro de sa parcelle.

#### Risques naturels
La commune fait partie du territoire à risques importants d'inondation (TRI) Saintes-Cognac-Angoulême, regroupant 46 communes concernées par un risque de débordement du fleuve Charente (34 en Charente et 12 en Charente-Maritime), un des 18 TRI qui ont été arrêtés fin 2012 sur le bassin Adour-Garonne. Les événements antérieurs à 2014 les plus significatifs sont les crues de l'hiver 1779, de 1842, de 1859, du 9 décembre 1882 du 19 février 1904, du 10 janvier 1961, de mars-avril 1962, du 24 décembre 1982 et du 8 janvier 1994. Des cartes des surfaces inondables ont été établies pour trois scénarios : fréquent (crue de temps de retour de 10 ans à 30 ans), moyen (temps de retour de 100 ans à 300 ans) et extrême (temps de retour de l'ordre de 1 000 ans, qui met en défaut tout système de protection). La commune a été reconnue en état de catastrophe naturelle au titre des dommages causés par les inondations et coulées de boue survenues en 1982, 1993, 1999, 2010, 2018 et 2021,.

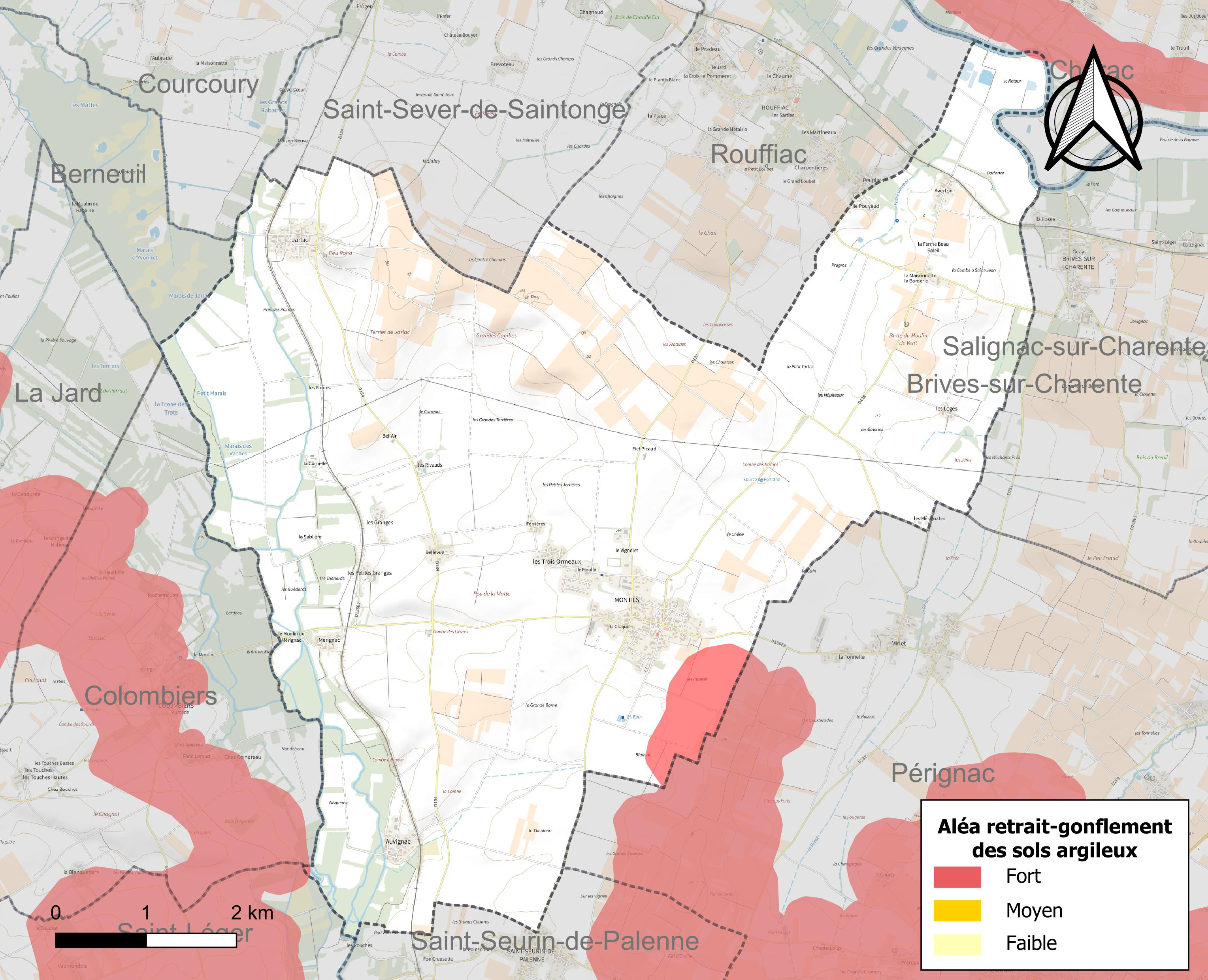
Carte des zones d'aléa retrait-gonflement des sols argileux de Montils.

Les mouvements de terrains susceptibles de se produire sur la commune sont des affaissements et effondrements liés aux cavités souterraines (hors mines) et des tassements différentiels. Par ailleurs, afin de mieux appréhender le risque d’affaissement de terrain, l'inventaire national des cavités souterraines permet de localiser celles situées sur la commune.
Le retrait-gonflement des sols argileux est susceptible d'engendrer des dommages importants aux bâtiments en cas d’alternance de périodes de sécheresse et de pluie. 1,9 % de la superficie communale est en aléa moyen ou fort (54,2 % au niveau départemental et 48,5 % au niveau national). Sur les 428 bâtiments dénombrés sur la commune en 2019,  aucun n'est en aléa moyen ou fort, à comparer aux 57 % au niveau départemental et 54 % au niveau national. Une cartographie de l'exposition du territoire national au retrait gonflement des sols argileux est disponible sur le site du BRGM,.
Par ailleurs, afin de mieux appréhender le risque d’affaissement de terrain, l'inventaire national des cavités souterraines permet de localiser celles situées sur la commune.
Concernant les mouvements de terrains, la commune a été reconnue en état de catastrophe naturelle au titre des dommages causés par la sécheresse en 2003 et 2005 et par des mouvements de terrain en 1999 et 2010.

#### Risques technologiques
Le risque de transport de matières dangereuses sur la commune est lié à sa traversée par une ou des infrastructures routières ou ferroviaires importantes ou la présence d'une canalisation de transport d'hydrocarbures. Un accident se produisant sur de telles infrastructures est susceptible d’avoir des effets graves sur les biens, les personnes ou l'environnement, selon la nature du matériau transporté. Des dispositions d’urbanisme peuvent être préconisées en conséquence.

## Toponymie
Montils est dérivé du latin mons[réf. nécessaire] (montis au génitif) qui signifie « montagne, sommet ». L’étymologie du nom de la commune illustre donc le relief de la ville : à 56 m maximum d’altitude, Montils domine de vastes étendues.

## Politique et administration

### Liste des maires
| Période                                  | Période  | Identité              | Étiquette | Qualité  |
| ---------------------------------------- | -------- | --------------------- | --------- | -------- |
| avant 1981                               | ?        | Philippe Jaguenaud    |           |          |
| 1995                                     | 2020     | Jean-Paul Geay        | DVG       | Retraité |
| 2020                                     | En cours | Victor Alain Nguewoua |           |          |
| Les données manquantes sont à compléter. |          |                       |           |          |

### Région
À la suite de la mise en application de la réforme administrative de 2014 ramenant le nombre de régions de France métropolitaine de 22 à 13, la commune appartient depuis le 1er janvier 2016 à la région Nouvelle-Aquitaine, dont la capitale est Bordeaux. De 1972 au 31 décembre 2015, elle a appartenu à la région Poitou-Charentes, dont le chef-lieu était Poitiers.

### Canton
La commune appartient au canton de Thénac depuis le mois de mars 2015. Avant cette date, elle appartenait au canton de Pons.

### Intercommunalité
Jusqu'en 2012, la commune faisait partie de la Communauté de communes de la Région de Pons. Depuis le 1er janvier 2013, elle adhère officiellement à la Communauté d'agglomération de Saintes.
Montils appartient au Pays de Saintonge Romane dont le siège administratif est situé à Saintes.

## Démographie

### Évolution démographique
L'évolution du nombre d'habitants est connue à travers les recensements de la population effectués dans la commune depuis 1793. Pour les communes de moins de 10 000 habitants, une enquête de recensement portant sur toute la population est réalisée tous les cinq ans, les populations de référence des années intermédiaires étant quant à elles estimées par interpolation ou extrapolation. Pour la commune, le premier recensement exhaustif entrant dans le cadre du nouveau dispositif a été réalisé en 2007.

En 2022, la commune comptait 871 habitants, en évolution de +3,2 % par rapport à 2016 (Charente-Maritime : +4,04 %, France hors Mayotte : +2,11 %).
| 1793  | 1800  | 1806 | 1821  | 1831  | 1836  | 1841  | 1846  | 1851  |
| ----- | ----- | ---- | ----- | ----- | ----- | ----- | ----- | ----- |
| 1 173 | 1 058 | 958  | 1 097 | 1 232 | 1 201 | 1 231 | 1 194 | 1 220 |

| 1856  | 1861  | 1866  | 1872  | 1876  | 1881  | 1886  | 1891  | 1896  |
| ----- | ----- | ----- | ----- | ----- | ----- | ----- | ----- | ----- |
| 1 248 | 1 227 | 1 220 | 1 221 | 1 170 | 1 062 | 1 024 | 1 052 | 1 023 |

| 1901  | 1906  | 1911 | 1921 | 1926 | 1931 | 1936 | 1946 | 1954 |
| ----- | ----- | ---- | ---- | ---- | ---- | ---- | ---- | ---- |
| 1 000 | 1 005 | 971  | 857  | 818  | 761  | 745  | 757  | 685  |

| 1962 | 1968 | 1975 | 1982 | 1990 | 1999 | 2006 | 2007 | 2012 |
| ---- | ---- | ---- | ---- | ---- | ---- | ---- | ---- | ---- |
| 713  | 647  | 620  | 617  | 644  | 652  | 721  | 731  | 815  |

| 2017 | 2022 | - | - | - | - | - | - | - |
| ---- | ---- | - | - | - | - | - | - | - |
| 853  | 871  | - | - | - | - | - | - | - |

## Économie

### Agriculture
La viticulture est une ressource économique importante. La commune est située en Petite Champagne, dans la zone d'appellation d'origine contrôlée du cognac.

## Lieux et monuments

### Église Saint-Sulpice

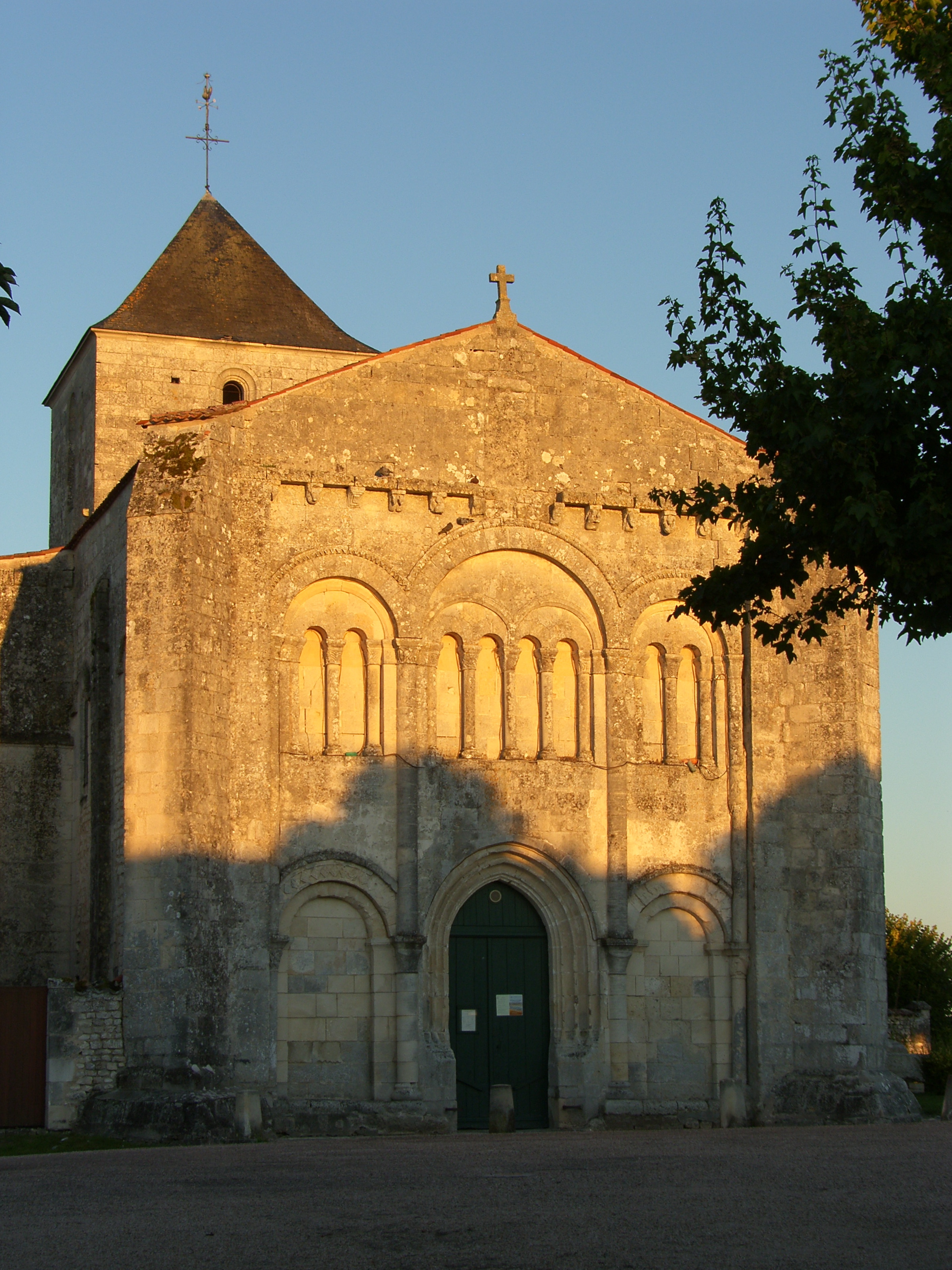
Façade de Saint-Sulpice.

L'église Saint-Sulpice est une église romane de Saintonge datant du XIIe siècle. Son sanctuaire fut modifié au XIIIe siècle, puis son clocher au XVe siècle.
L'église est classée Monument Historique par arrêté du 14 avril 1923.
À côté de l'église se trouvent deux sarcophages sur le sol. L'un des deux est à deux places, l'autre est en auge. Ils datent de la période entre le VIIIe siècle et le XIIe siècle.

### La mairie

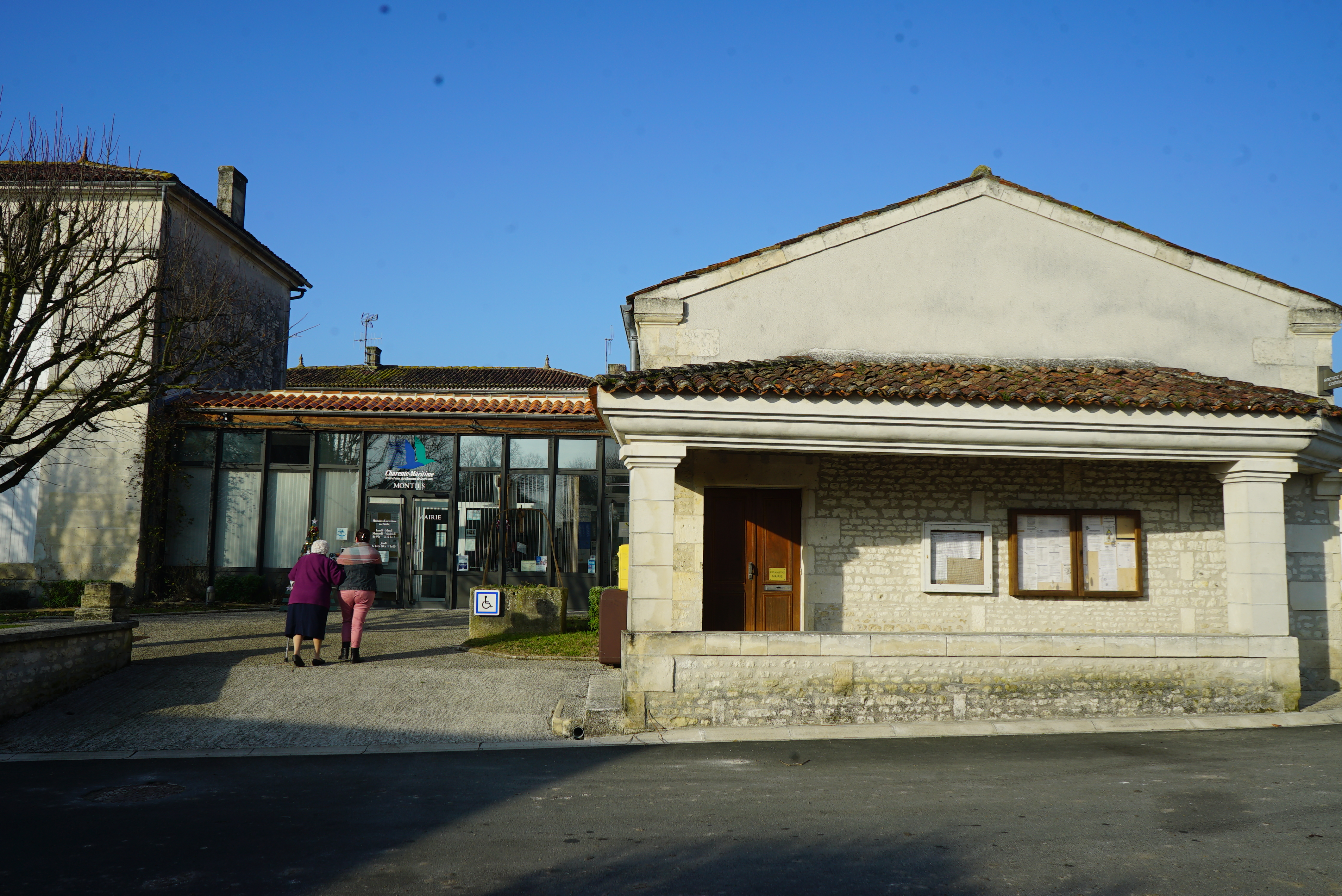
Mairie de Montils.

À l'origine localisée dans une maison fin XIXe siècle au 8 rue de la Gîte, la mairie s'est agrandie par une extension sur cette maison début XXIe siècle.

### Autres

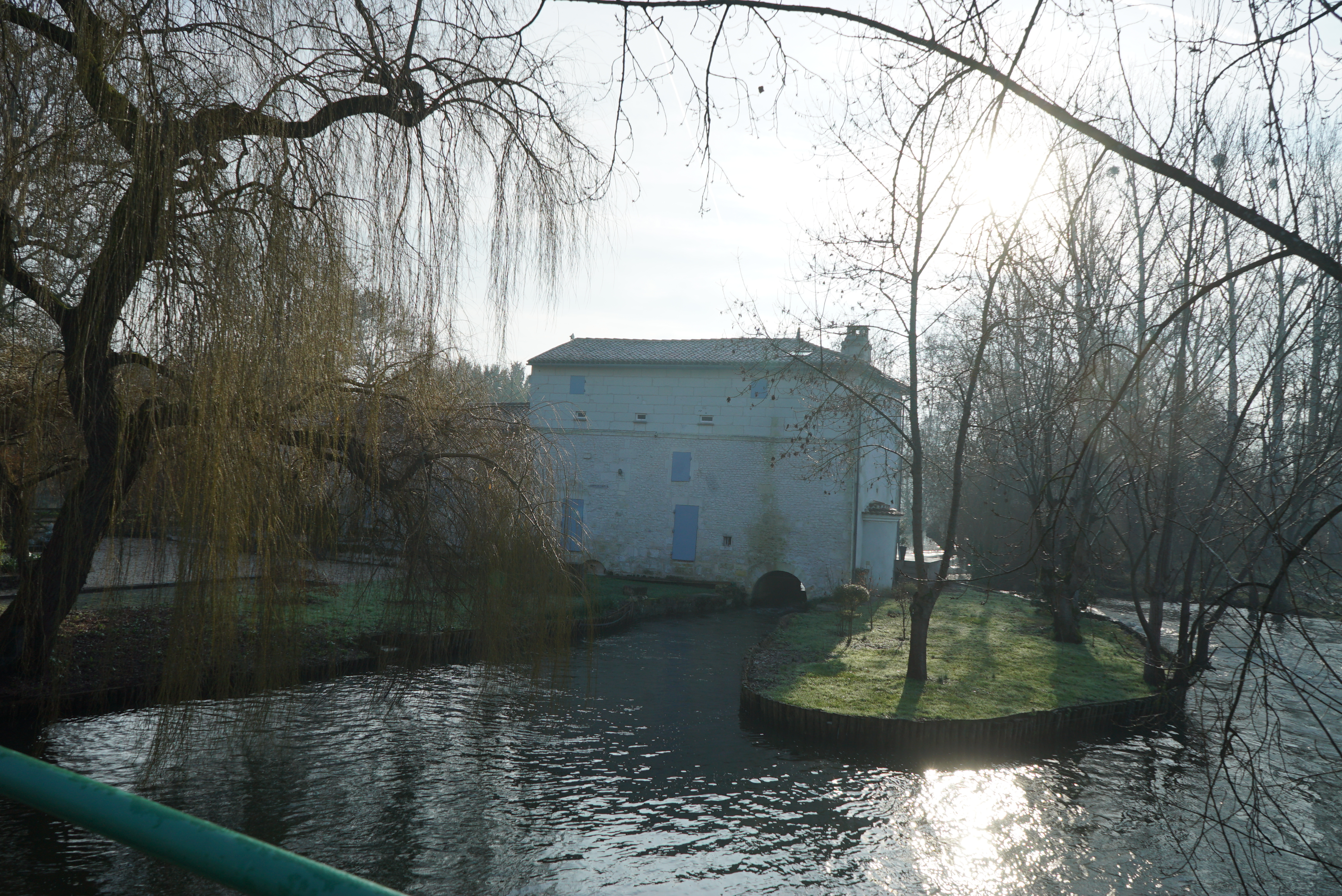
Moulin et château
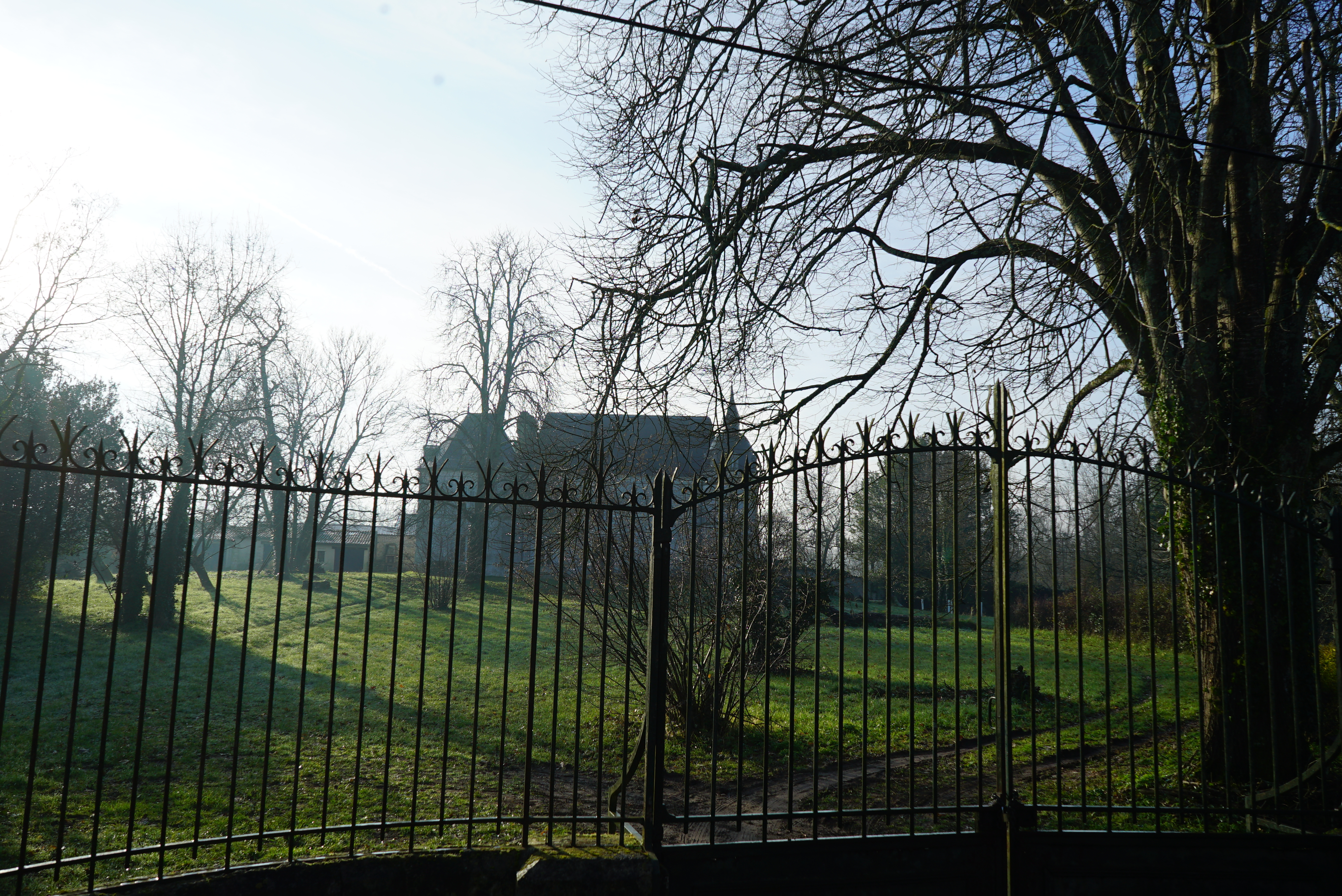
à Mérignac.
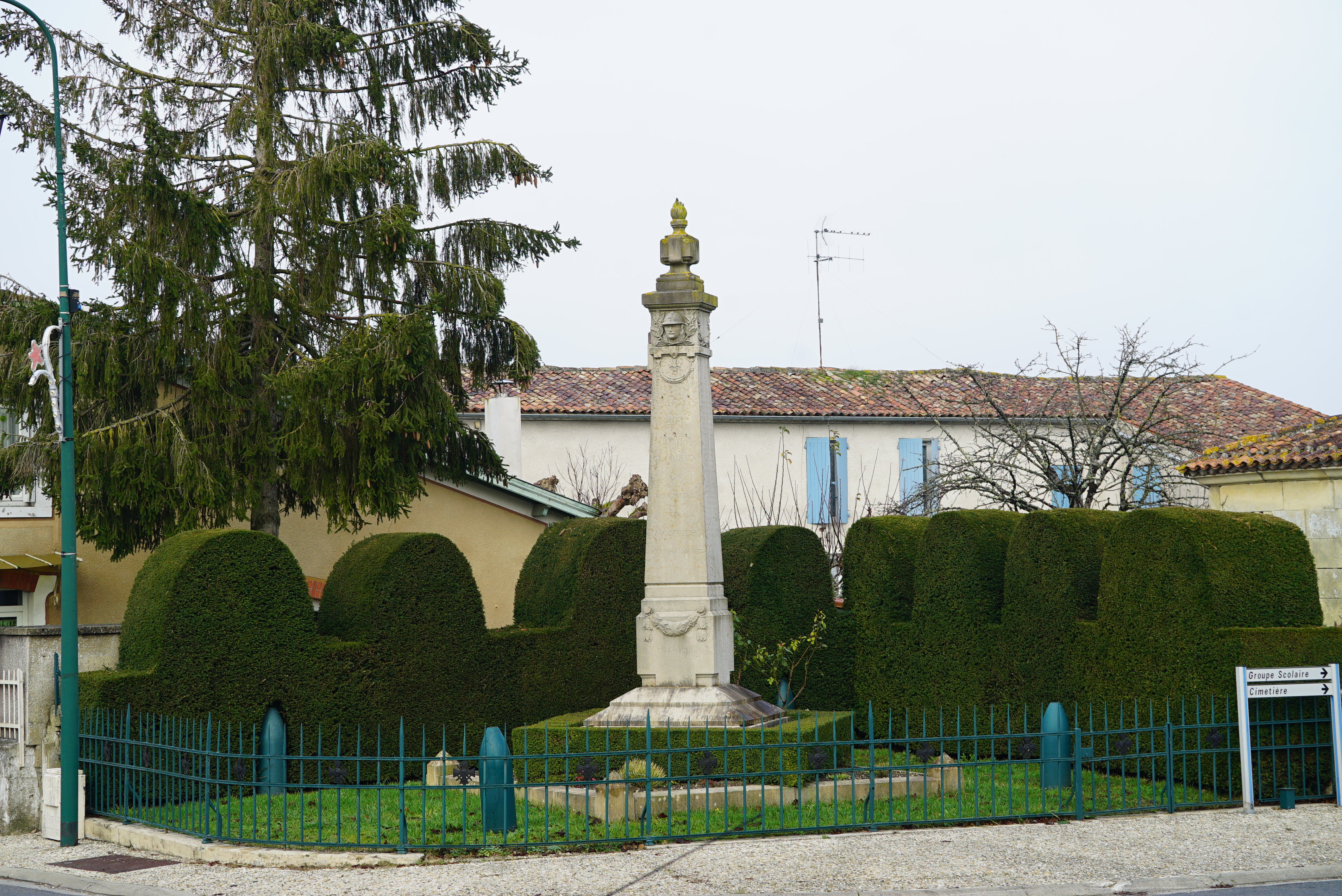
Le monument aux morts.
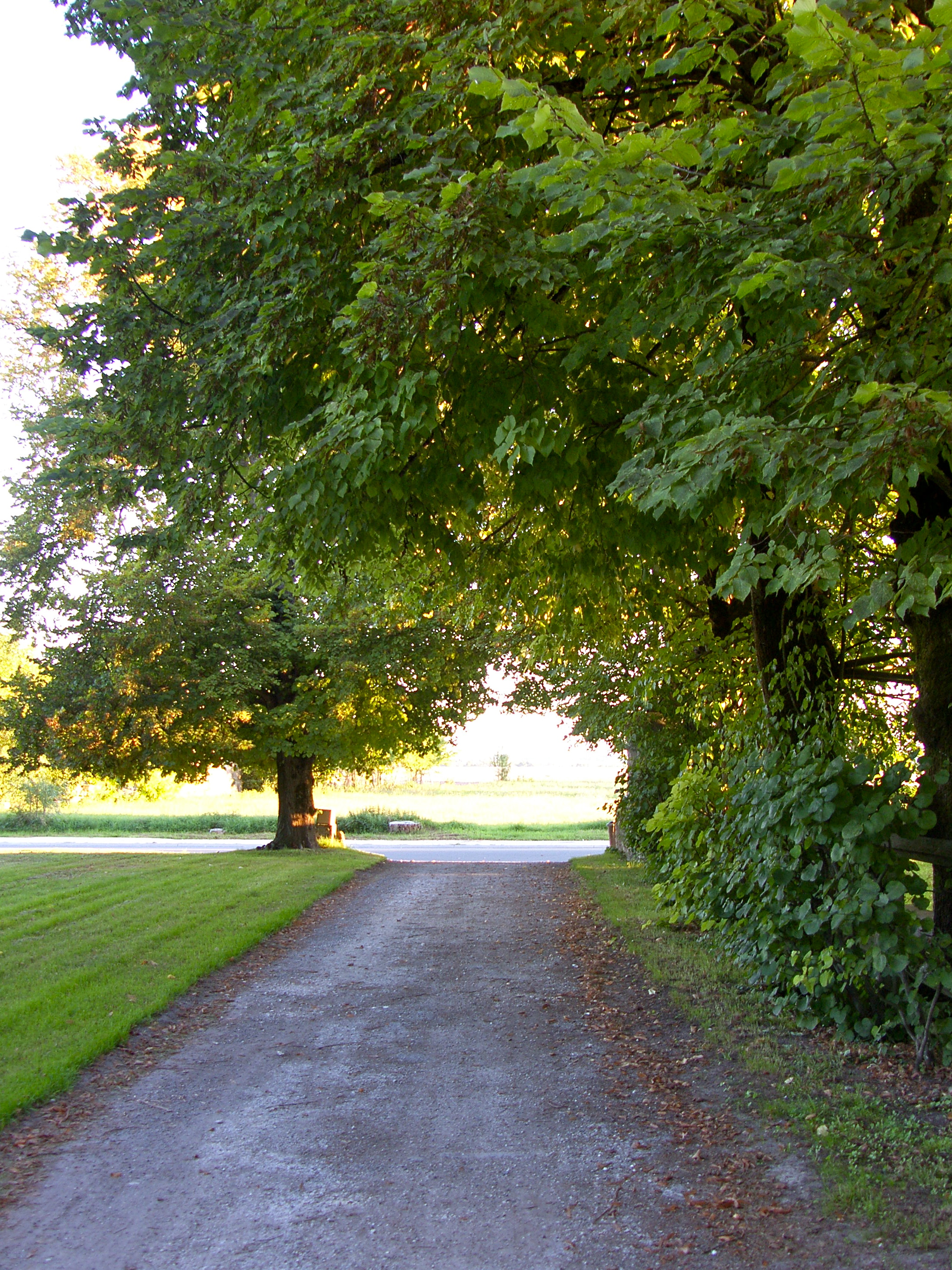
L'allée des Tilleuls rue de la Sévigne.

## Équipements et services

### Enseignement
La commune de Montils dépend de l'Académie de Poitiers. Montils possède une école maternelle et élémentaire publique dépendant de l'Inspection Académique de la Charente-Maritime. Elle est située au 7 rue des Cytises.

### Transports urbains

#### Bus
La Mission Locale de Saintonge dispose d'un bus itinérant qui assure des permanences dans les différentes communautés de communes de Saintes. Le bus réservé « Pons et Commune de Brives » de la Mission Locale passe par Montils le 3e jeudi de chaque mois.

#### Gare de Montils-Colombiers
À la fin du XIXe siècle et au début du XXe siècle, le département de la Charente Inférience était traversé par 9 chemins de fer, d'un développement total de 331 kilomètres.
La 6e ligne de Saintes à Bordeaux se détachait de celle d'Angoulème à Rochefort à la station de Beillant puis suivait la vallée de la Seugne coulant dans des prairies marécageuses. Le train desservait la station de Montils, puis celles de Pons, Mosnac, Jonzac, Fontaines-d'Ozillac, Tugéras-Chartuzac, Montendre et Bussac. Le parcours était de 71 kilomètres.

## Spécialités

### Pineau des Charentes

Zone de production du cognac et du pineau.

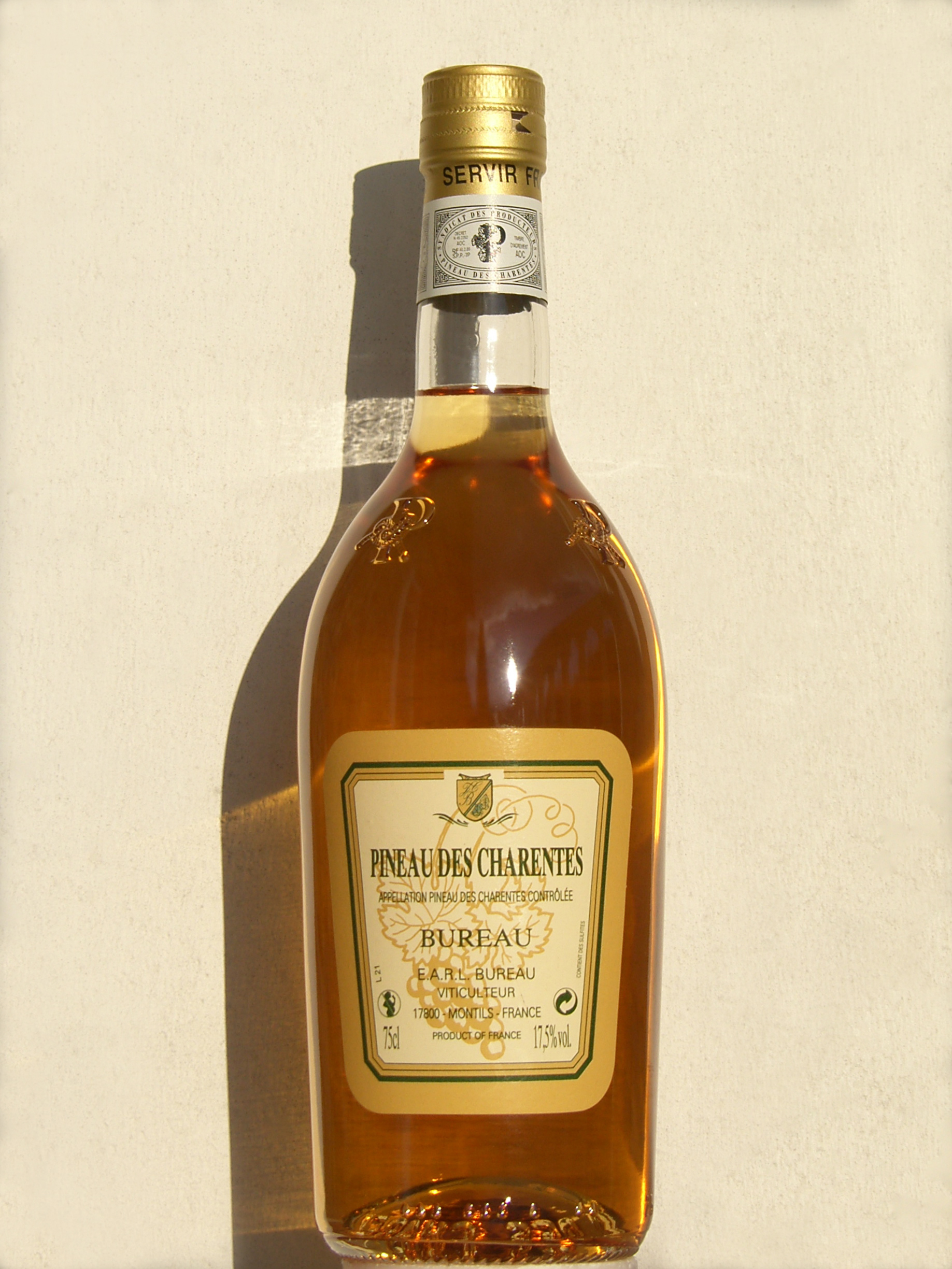
Pineau blanc des Charentes produit à Montils.

Montils est entouré d’un vignoble qui produit du Pineau des Charentes. Le Pineau des Charentes blanc est élaboré à partir des principaux cépages Montils, Ugni blanc et Colombard. Ce vin de liqueur, issu d’un mélange d’eau-de-vie de Cognac d'une année et de 4 variétés de raisins blancs, est vieilli 5 ans en barriques avant la vente. La variété « Vieux Pineau » issue des mêmes cépages subit 12 années de vieillissement en barriques.

## Personnalités liées à la commune
- Théodore Girard, homme politique français, est né à Montils le 14 janvier 1851.
- Benoît Violier, chef cuisinier franco-suisse de grande renommée, meilleur ouvrier de France, né à Saintes le 22 août 1971, a grandi à Montils.
- Jean-Baptiste Antoine O'Tard de La Grange, seigneur de Mérignac, ingénieur, fondateur de la maison de cognac Otard et homme politique français.

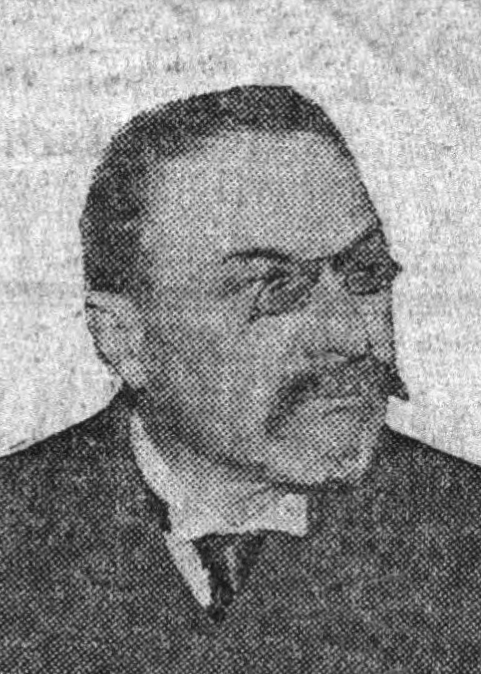
Théodore Girard.
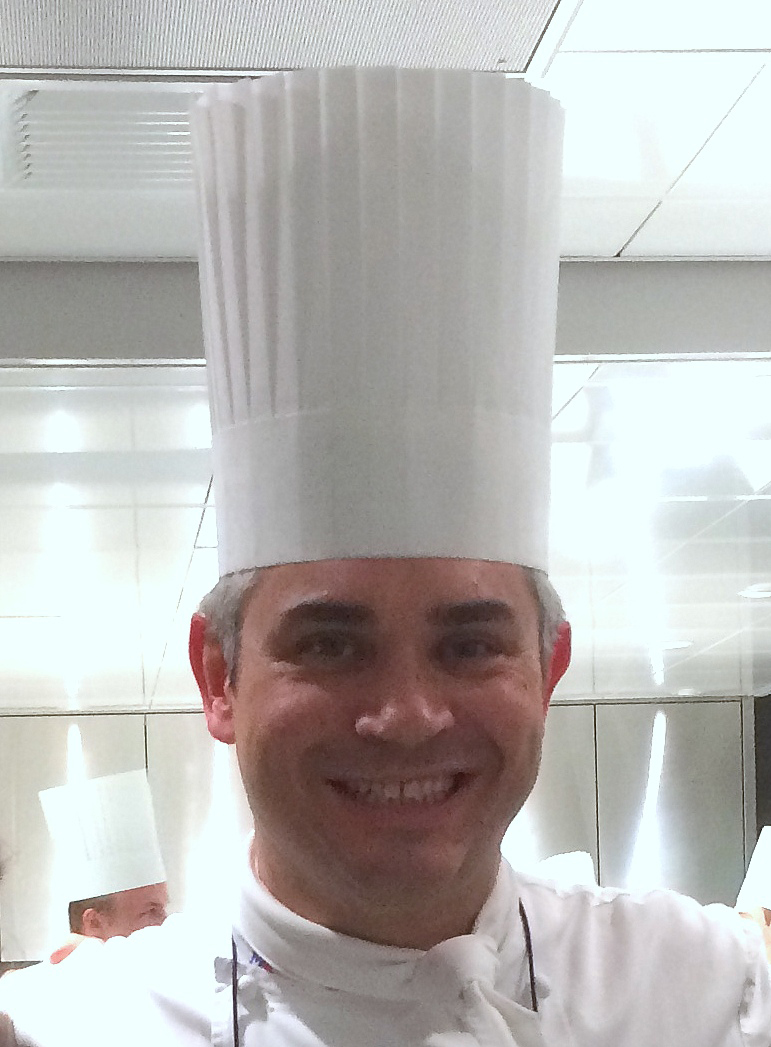
Benoît Violier.

## Héraldique
| Blason | Blasonnement : Parti ondé : au 1er d’azur au soleil d’or soutenu d’une grappe de raisin du même feuillée de sinople, au 2e d’azur à la mitre d’argent soutenue d’une fleurs de lys d’or, au filet ondé d’argent brochant sur la partition. |